# Skiptvet

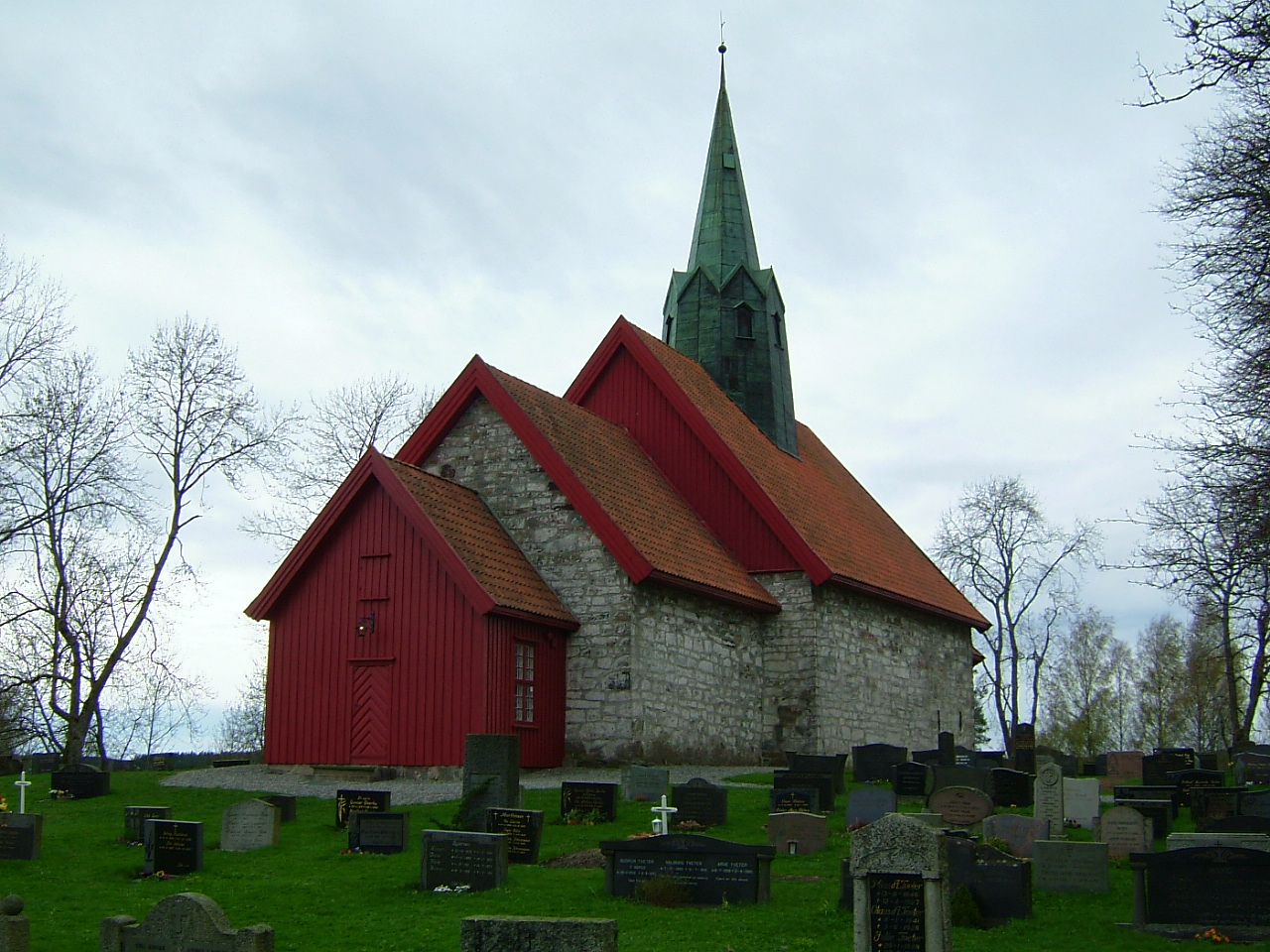
Die Kirche von Skiptvet (Nordost-Ansicht)

Skiptvet ist eine Kommune in der Provinz (Fylke) Østfold in Norwegen. Sie liegt zirka 70 Kilometer entfernt von Oslo. Die Fläche der Kommune beträgt 101,6 km², wovon 33 km² für die Landwirtschaft und 42 km² für die Forstwirtschaft genutzt werden. Die Kommune grenzt im Westen an die Kommune Våler, im Norden an die Kommune Indre Østfold, im Osten an die Kommune Rakkestad sowie an die Kommune Sarpsborg im Süden. Der höchste Punkt der Kommune heißt Jonsrudåsen (225 moh.).

## Name und Geschichte
Der Name Skiptvet ist eine Zusammensetzung aus zwei Worten. Der erste Teil kann vom norrönen Skagi herrühren, das mit „etwas, das in die Landschaft aufragt“ übertragen werden kann. Eine andere Deutung, nämlich Skeggi bedeutet „Mann mit Bart“. Der zweite Teil des Namens ist ein üblicher norwegischer Ortsname aus der Wikingerzeit und bedeutet „ein kleines Stück Boden“. Die lokale Bevölkerung spricht den Ortsnamen Sketve aus; ein Einwohner wird entsprechend als skjetving bezeichnet.
Es wird davon ausgegangen, dass sich die ersten Menschen vor zirka 8000 Jahren auf dem Gebiet der Kommune ansiedelten, insbesondere entlang des Flusses Glomma, wo die besten Lebensbedingungen vorherrschten.
Historisch spielte die Industrie keine wesentliche Rolle in Skiptvet. Rund um die lokale Meierei entwickelte sich jedoch eine Ortschaft. Meieribyen (etwa: „Meiereistadt“) bildet heute das Zentrum der Kommune.

## Wirtschaft
Traditionell dominierte die Land- und Forstwirtschaft in Skiptvet; früher gab es auch mehrere Flößereien in der Gemeinde. Heute sind noch 16 % aller Beschäftigten in der Land- und Forstwirtschaft tätig. 23 % der arbeitenden Bevölkerung sind in industriellen Betrieben beschäftigt; jeweils 14 % arbeiten in der Bauwirtschaft und in verschiedenen Dienstleistungsgewerben.

## Sehenswürdigkeiten
- Freilichtmuseum Skiptvet Bygdemuseum

## Schulen
In der Kommune Skiptvet gibt es zwei Schulen, die Vestgård skole für Schüler der 1. bis 4. Klasse und die Kirkelund skole für Schüler der  5. bis 10. Klasse. Die letztgenannte Schule beherbergt auch die lokale Bibliothek.

## Politik
Der amtierende Bürgermeister Svein Olav Agnalt (Ap) ist seit dem 2. Oktober 2007 im Amt.
Wahlergebnis 1999
|                      | Anzahl Stimmen | Antall Repräsentanten in der Kommunalverwaltung |
| -------------------- | -------------- | ----------------------------------------------- |
| Arbeiderpartiet      | 425            | 6                                               |
| Fremskrittspartiet   | 219            | 3                                               |
| Høyre                | 128            | 1                                               |
| Kristelig Folkeparti | 280            | 4                                               |
| Senterpartiet        | 461            | 7                                               |
| Summe                | 1513           | 21                                              |

Wahlergebnis 2003
In Klammern werden die Unterschiede zu vorhergehenden Wahl angegeben.
|                      | Anzahl Stimmen | Anzahl Repräsentanten in der Kommunalverwaltung |
| -------------------- | -------------- | ----------------------------------------------- |
| Arbeiderpartiet      | 410 (–15)      | 6                                               |
| Fremskrittspartiet   | 143 (–76)      | 2 (–1)                                          |
| Høyre                | 118 (–10)      | 2 (+1)                                          |
| Kristelig Folkeparti | 153 (–127)     | 2 (–2)                                          |
| Senterpartiet        | 565 (+104)     | 9 (+2)                                          |
| Venstre              | 24 (+24)       | Keine Veränderung                               |
| Summe                | 1413 (–100)    | 21                                              |

Wahlergebnis 2007
In Klammern werden die Unterschiede zu vorhergehenden Wahl angegeben.
|                      | Anzahl Stimmen | Anzahl Repräsentanten in der Kommunalverwaltung |
| -------------------- | -------------- | ----------------------------------------------- |
| Arbeiderpartiet      | 506 (+96)      | 7 (+1)                                          |
| Fremskrittspartiet   | 171 (+28)      | 2                                               |
| Høyre                | 199 (+81)      | 3 (+1)                                          |
| Kristelig Folkeparti | 168 (+15)      | 2                                               |
| Senterpartiet        | 515 (–50)      | 7 (–2)                                          |
| Summe                | 1559 (+146)    | 21                                              |